# Çakallar, Alanya
Çakallar là một xã thuộc huyện Alanya, tỉnh Antalya, Thổ Nhĩ Kỳ. Dân số thời điểm năm 2011 là 649 người.